# 张枣
张枣（1962年12月29日—2010年3月8日），湖南长沙人，中国现代诗人，中国先锋诗歌的代表人之一，1984年秋，不到二十二岁的张枣即以《镜中》闻名大江南北。张枣以“後赫耳墨斯學派（Posthermetische Schule）”聞名于世，被认为一方面給世界文學添加了創新的元素，另一方面又在作品中保留了中國古詩詞的特點。

## 生平
张枣出生于1962年12月29日下午三点，因其为早产儿，乡下说法又以枣木、梨木为雕刻印章之用，是文运之材，故得名为“枣”，希望其走枣子运，越走越红。曾祖为清朝高官，祖父为武林高手，父亲张式德，曾就读于北京师范大学俄语系，长期担任俄语教师，后也担任中文与书法教师，中华民国教育家张默君为张式德堂姐。
高中在其父任教的长沙十三中就读，高一时，张枣决心考入湖南師範大學，同时不愿意参加时达两星期的学工，于是在学校的批准下开始准备高考。虽然中学水平相对较低，但在外文老师赵焰和父亲的辅导下，他得以顺利通过了统考和面试。1978年，尚未满16岁的张枣考入湖南師範大學英語系。
1979年出版了他的第一本抒情詩集，畢業先被分配到株洲冶金学校教授英语一年。1983年，张枣考入四川外語學院攻讀碩士，期间与柏桦相识。不久後，在重庆四川外语学院和西南师范大学形成了分别以张枣和柏桦为首的两个诗歌圈子，張棗也被稱作巴蜀五君子之一。
1986年与德国人达格玛结婚后出国，常年旅居德國，曾获得德国蒂宾根大学文哲博士，後在图宾根大学任教，并长期当任北岛主编的《今天》杂志诗歌编辑。他曾被马英九邀请，与莫言、龙应台等同为台北市驻市作家，私下与蒋经国的厨师学习厨艺。这期间，他也先后写出《卡夫卡致菲丽丝》、《边缘》、《云》等作品。2005年回國，先後任教於河南大學、中央民族大學文學與新聞傳播學院。出版的诗集有《春秋来信》等。
北京时间2010年3月8日凌晨4时39分，张枣在蒂宾根大学医院因肺癌逝世，享年48岁，葬于金陵墓园山巅雅园。

## 作品

### 著作
- 《春秋来信》（1998-03）
- 《中國文化現代性研究》（德文）
- 《张枣的诗》（2010-7）
- 《张枣随笔选》（2012-4）

### 主編
- 《徳漢雙語詞典》
- 《空白練習曲》（2002-08-21）（编）
- 《黃珂》ISBN 9787508051956

### 譯著
- 《史蒂文斯詩文集》（與陳東飚合譯）
- 童話繪本《月之花》、《暗夜》
- 《最高虚构笔记》（2009-03）（译）
- 《暗夜》（2010-5）（译）
- 《月之花》（2010-5）（译）

## 评价
- 诗人北岛认为“张枣无疑是中国当代诗歌的奇才。他对语言本身有一种近乎病态的敏感，写了不少极端的试验性之作，有的成功有的失败”。
- 德国汉学家顾彬认为“与其说张枣是二十世纪中国最好的诗人之一”，他“更想说张枣是二十世纪最深奥的诗人”，表示“就难度而言，恐怕只有他的同行杨炼可以攀比”。